# Альципа-крихітка анамська
Альци́па-крихітка анамська (Schoeniparus klossi) — вид горобцеподібних птахів родини Pellorneidae. Ендемік В'єтнаму. Раніше вважався підвидом білобрової альципи-крихітки.

## Поширення і екологія
Анамські альципи-крихітки є ендеміками плато Лам В'єн і Кон-Тум у південному В'єтнамі. Вони живуть у підліску вологих гірських тропічних лісів, на узліссях та в чагарникових заростях. Зустрічаються переважно на висоті від 1510 до 2100 м над рівнем моря. Живляться комахами, іноді соком дерев. Утворюють великі зграї від 20 до 40 птахів. Сезон розмноження триває з січня по червень. Гніздо куполоподібне, розміщується на дереві або в чагарникових заростях на висоті 1-3 м над землею. В кладці 3-4 яйця.